# Тин Тун
Тин Тун (бирм. တင် ထွန်, 20 ноября 1944, Рангун, Британская Бирма) — бирманский боксёр и политический заключённый. Участник летних Олимпийских игр 1964 и 1968 годов, бронзовый призёр летних Азиатских игр 1962 года.

## Биография
Тин Тун родился 20 ноября 1944 года в городе Рангун в Британской Бирме (сейчас Янгон в Мьянме).

### Спортивная карьера
В 1962 году завоевал бронзовую медаль боксёрского турнира летних Азиатских игр в Джакарте. Выступая в весовой категории до 54 кг, в 1/4 финала победил Кхиеу Соеун из Камбоджи по очкам, но в 1/2 финала уступил.
В 1964 году вошёл в состав сборной Бирмы на летних Олимпийских играх в Токио. Выступал в весовой категории до 57 кг. В 1/16 финала выиграл у Ронни Смита из Великобритании, после того как судьи прекратили бой на 2-й минуте 1-го раунда. В 1/8 финала раздельным решением судей победил Энтони Анде из Нигерии — 4:1. В 1/4 финала единогласным решением судей проиграл Хайнцу Шульцу из Объединённой германской команды — 0:5.
В 1966 году участвовал в летних Азиатских играх в Бангкоке. Выступая в весовой категории до 57 кг, проиграл в 1/4 финала Харунобу Хонма из Японии.
В 1968 году вошёл в состав сборной Бирмы на летних Олимпийских играх в Мехико. Выступал в весовой категории до 60 кг. В 1/16 финала проиграл Луису Минами из Перу, получив нокаут на 1-й минуте 2-го раунда.

### Политическая карьера
Был одним из основоположников скаутского движения в Бирме, представлял её в азиатско-тихоокеанском регионе.
В июле 1993 года приобрёл экземпляр запрещённого в стране политического журнала «Новая эра», издаваемого изгнанными активистами. За это был приговорён к 20 годам тюрьмы. В начале 2004 года был освобождён пришедшей к власти хунтой по состоянию здоровья при условии, что, если снова попадёт в тюрьму, отбудет оставшийся срок. К тому времени Тин Тун страдал тяжёлым атеросклерозом, из-за чего не мог нормально ходить.